# Kbelnice (okres Jičín)
Kbelnice je obec v okrese Jičín v Královéhradeckém kraji. Leží asi dva kilometry severně od města Jičín. Žije v ní 233 obyvatel. Obec se skládá ze dvou částí: starší při údolí Kbelnického potoka a mladší při silnici do Jičína, kde se nalézá rovněž zájezdní hospoda U Rumcajse.

## Historie
První písemná zmínka o obci pochází z roku 1322.

## Obyvatelstvo
| Rok            | 1869 | 1880 | 1890 | 1900 | 1910 | 1921 | 1930 | 1950 | 1961 | 1970 | 1980 | 1991 | 2001 | 2011 | 2021 |
| -------------- | ---- | ---- | ---- | ---- | ---- | ---- | ---- | ---- | ---- | ---- | ---- | ---- | ---- | ---- | ---- |
| Počet obyvatel | 278  | 301  | 304  | 311  | 305  | 295  | 270  | 211  | 155  | 123  | 123  | 122  | 127  | 205  | 219  |
| Počet domů     | 24   | 23   | 26   | 31   | 44   | 48   | 57   | 57   | 43   | 37   | 37   | 47   | 54   | 73   | 84   |

## Obecní správa
Mezi lety 1850–1960 byla Kbelnice obcí v okrese Jičín. V letech 1960–1990 patřila jako část obce k Podůlší a od 24. listopadu 1990 je opět samostatnou obcí.

### Obecní symboly
Znak a vlajka byly obci uděleny rozhodnutím předsedkyně Poslanecké sněmovny Parlamentu České republiky dne 12. července 2023.

## Pamětihodnosti

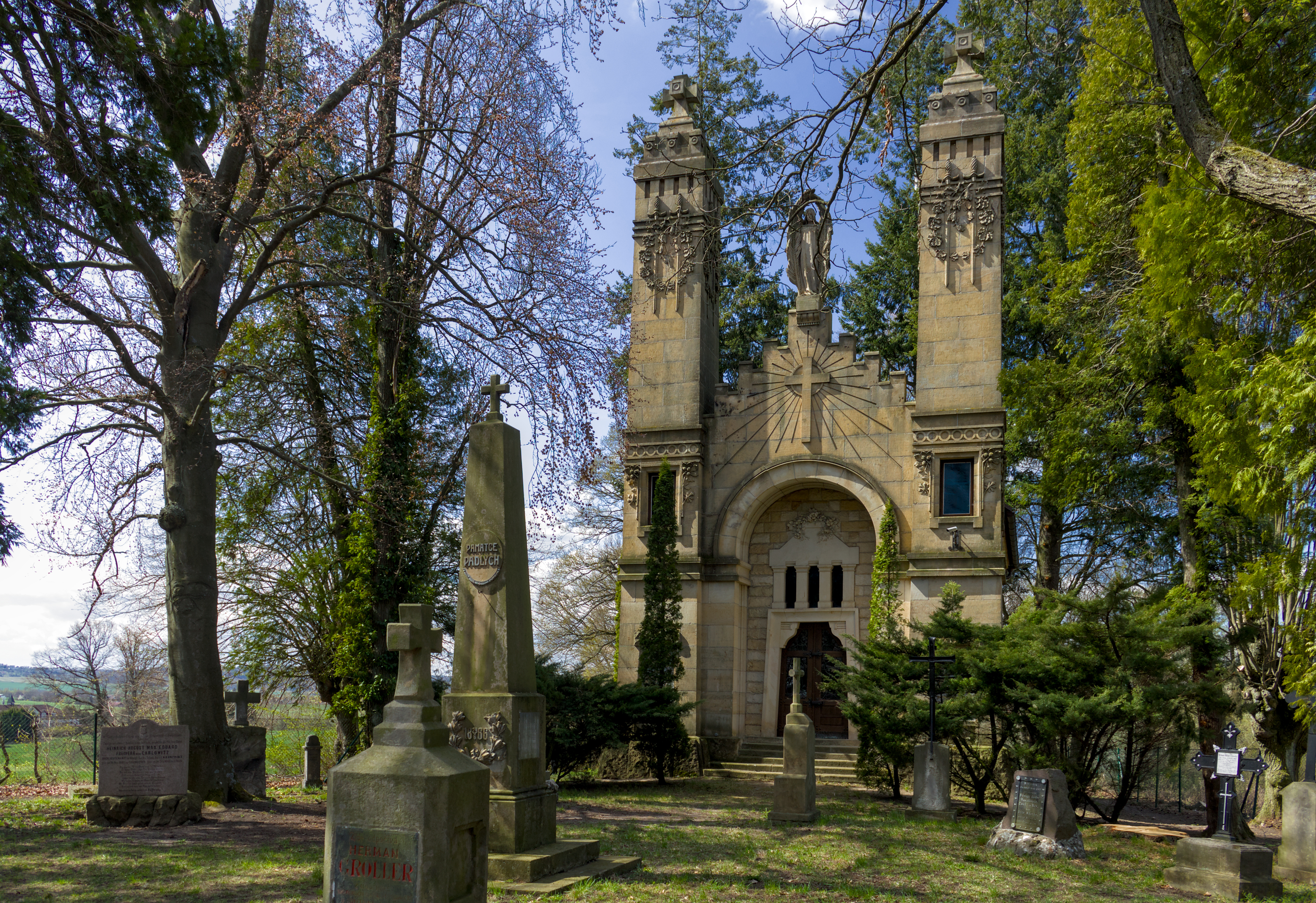
Kostnice a vojenský hřbitov

Kostnice z bitvy u Jičína z prusko-rakouské války v roce 1866 se nachází nad obcí při silnici z Jičína do Turnova uprostřed vojenského hřbitova. Byla vybudována v letech 1904–1906 podle plánů Václava Weinzettla. Postavil ji J. Mareš. Sochařskou výzdobu provedla sochařská škola v Hořicích. Od J. Suchomela pochází socha Anděla míru. Ten je proto i ve znaku obce. Kometa pak symbolizuje stejnojmennou místní osadu Kometa a modrá barva Kbelnický potok.

## Osobnosti
- Josef Kazda (1896–1942), náčelník štábu Zemského velitelství Obrany národa – Čechy, popravený nacisty